# Amon Göth

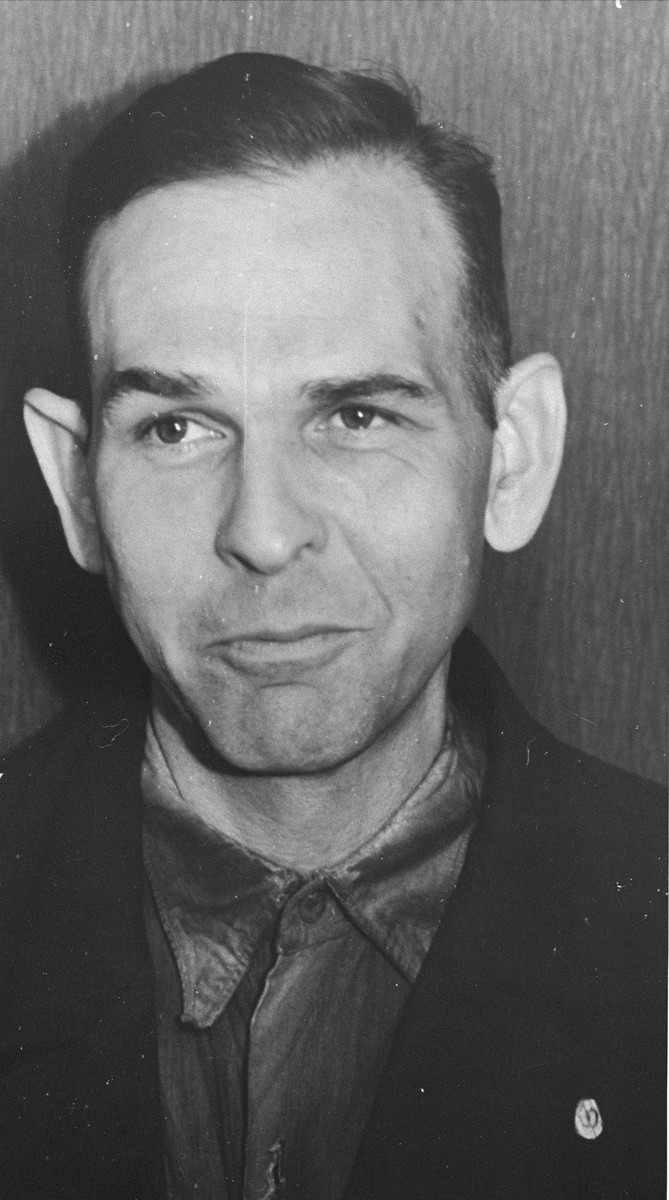
Göth während seiner Zeit in polnischer Haft (Aufnahme 1946)

Amon Leopold Göth (* 11. Dezember 1908 in Wien, Österreich-Ungarn; † 13. September 1946 in Krakau, Polen) war ein österreichischer SS-Offizier, zuletzt im Rang eines SS-Hauptsturmführers.
Göth war bereits während seiner Jugendzeit Sympathisant rechtsnationaler Kreise und bekennender Antisemit. Nach seinem Beitritt zur Schutzstaffel stieg er rasch in der dortigen Hierarchie auf. Nach Beginn des Zweiten Weltkriegs fand Göth im Generalgouvernement zunächst für verschiedene Dienststellen Verwendung. 1943 war er, neben anderen bereits begangenen Kriegsverbrechen, für die Liquidierung des Krakauer Ghettos und die Deportation und Ermordung tausender jüdischer Bewohner verantwortlich. Bekannt wurde Göth jedoch als Kommandant und „Schlächter von Płaszów“ des gleichnamigen Konzentrationslagers sowie seiner Bekanntschaft zu dem Industriellen Oskar Schindler. Die Geschichte Göths während seiner Krakauer Zeit wird im oscarprämierten Film Schindlers Liste in Ausschnitten erzählt. Durch den breitenwirksamen Film wurde er in Bewusstsein einer breiten Öffentlichkeit der neben Rudolf Höß bekannteste Kommandant eines Konzentrationslagers.
Wegen persönlicher Aneignung von Wertgegenständen aus jüdischem Besitz und diverser Dienstvergehen wurde Göth im Sommer 1944 durch die Gestapo verhaftet und vor ein SS-Ehrengericht gestellt. Einer rechtskräftigen Verurteilung entkam er durch das Kriegsende. Von US-amerikanischen Behörden gefasst und alsbald den polnischen Behörden überstellt, wurde ihm 1946 wegen Massenmordes und anderer Verbrechen vor dem Obersten Nationalen Tribunal in Krakau der Prozess gemacht. Von diesem wurde er zum Tode verurteilt und wenige Tage nach der Urteilsverkündung gehängt.

## Kindheit, Jugend und beruflicher Werdegang
Amon Leopold Göth wurde am 11. Dezember 1908 im Wiener Bezirksteil Gumpendorf als einziger Nachkomme von Amon Franz Göth (1880–1964) und dessen Ehefrau Bertha Göth geb. Schwendt (1877–1936) im elterlichen Haus der Morizgasse 5 geboren. Die Taufe des Kindes erfolgte am 18. Dezember des gleichen Jahres in der Gumpendorfer Pfarrkirche. Die Eltern betrieben zu jener Zeit ein gemeinsames Buch- und Kunsthandelsgeschäft, welches sich überwiegend auf den Vertrieb von religiösen Schriften und militärischen Werken spezialisiert hatte. Dessen Erlöse ermöglichten es der Familie, einen gutbürgerlichen Lebensstil zu führen. Bedingt durch ihre Handelstätigkeiten fanden Amons Eltern allerdings nur wenig Zeit, sich um ihr Kind zu kümmern. Daher wuchs der Junge größtenteils bei einer kinderlos gebliebenen Tante väterlicherseits auf. Von dieser bekam er den Spitznamen Mony.
Im Jahr 1915 wurde Amon Göth an einer privaten Volksschule eingeschult. Am Unterrichtsgeschehen zeigte er jedoch nur wenig Interesse, weswegen seine schulischen Leistungen mangelhaft blieben. Daraufhin wurde er 1920 von seinen Sorgeberechtigten in die Obhut eines streng geführten katholischen Internats in Waidhofen an der Thaya gegeben, wo er an der dortigen Oberrealschule den Grundstein für ein späteres erfolgreiches Berufsleben legen sollte. Diese Hoffnungen erfüllten sich nicht. Stattdessen entwickelte der von seiner Umgebung als widerspenstig wahrgenommene Göth eine Abneigung gegen die Autorität der Lehrerschaft. Daneben offenbarte sich bei ihm ein Hang zu sadistischen Scherzen. Im Sommer 1925 brach er schließlich die schulische Ausbildung ohne Abschluss ab und nahm eine Lehre zum Verlagsbuchhändler in der elterlichen Firma auf.
Etwa zu diesem Zeitpunkt begann sich der mittlerweile 17-jährige Göth ernsthaft für den Nationalsozialismus und dessen Ideologie zu begeistern. Im Umfeld von „Hakenkreuzlern“ und weiteren Deutschnationalen Gruppierungen festigte sich in der Folgezeit sein antisemitisch geprägtes Weltbild. Um 1927 trat Göth dem paramilitärischen Verband des Steirischen Heimatschutzes in Wien bei. Der Historiker Johannes Sachslehner vermutet in diesem Schritt eine Suche Göths nach etwaigen Berufsalternativen. Vor diesem Hintergrund soll er sich auch – allerdings erfolglos – um ein Studium der Landwirtschaft bemüht haben. Unabhängig von den genannten Bestrebungen zeigte sich Göth alsbald vom Heimatschutz enttäuscht. Insbesondere störte er sich an der dort fehlenden Radikalität sowie der Zerstrittenheit der Heimatführer untereinander, so dass er um 1929/30 zu den „Hakenkreuzlern“ zurückkehrte.
Am 24. Jänner 1940 trat er als Gesellschafter in das väterliche Unternehmen im 6. Wiener Bezirk in der Mariahilfer Straße 105 ein. Der Verlag für Militär- und Fachliteratur Amon Franz Göth firmierte fortan als Verlag für Militär- und Fachliteratur A. Franz Göth & Sohn.

## Werdegang in der SS

### Anfänge und Aufstieg
Beförderungseckdaten
- unbekannt SS-Unterscharführer
- Mai 1933 SS-Scharführer
- Jänner 1941 SS-Oberscharführer
- November 1941 SS-Untersturmführer
- übersprungen SS-Obersturmführer
- Juli 1943 SS-Hauptsturmführer

Die Erfolge der aufstrebenden Nationalsozialisten bei der Reichstagswahl 1930 im Deutschen Reich bewogen Göth, zum 13. Mai 1931 bei der Wiener Ortsgruppe in Margareten der NSDAP beizutreten (Mitgliedsnummer 510.764). Nach einem rein formalen Wechsel zur Wiener Ortsgruppe Mariahilf nahm er dort die Funktionen eines Politischen Verwalters wahr. Um rasche Karriere bestrebt, bewarb sich Göth noch im gleichen Jahr um seine Aufnahme in die Schutzstaffel. Nach positiver Entscheidung seines Gesuchs (SS-Nummer 43.673) wurde er dem Trupp „Deimel“, einer Teilformation des Wiener SS-Sturms „Libardi“, zum Dienst zugeteilt. Im Jänner 1933 erfolgte seine Versetzung als Adjutant zum Stab der 52. SS-Standarte „Donau“ nach Krems. Zusätzlich wurde er zum Motorstaffelführer bestellt. In letzterer Eigenschaft zog sich Göth, der ab Mai 1933 den Rang eines SS-Scharführers bekleidete, bei einem Verkehrsunfall mit der SS-Standarte 11 bei Drosendorf schwere Verletzungen zu. Sich auf diese berufend, stellte er vergeblich einen Antrag zum Erwerb des Blutordens.
Die persönliche Rolle Göths beim sogenannten Juliputsch der Nationalsozialisten im Sommer 1934 in Krems und dem daraus folgenden Verbot der österreichischen NSDAP ist bis heute strittig und Gegenstand zahlreicher Kontroversen. Fest steht, dass sich Göth einer polizeilichen Fahndung nach ihm durch Flucht nach München entzog, wo er bei einem Hundezüchter Unterschlupf fand. Von dort aus betätigte er sich als Schmuggler und Kurierfahrer im deutsch-österreichischen Grenzgebiet. Im Oktober 1933 wurde Göth allerdings auf heimischem Territorium durch Justizbeamte aufgespürt und in Untersuchungshaft genommen. Das gegen ihn angestrengte Gerichtsverfahren endete im Dezember 1933 mit Freispruch aus Mangel an Beweisen. Im Folgenden widmete sich Göth wieder dem elterlichen Geschäft, unterhielt aber weiterhin Kontakte zur im Untergrund agierenden NS-Bewegung. Dieser relativ beständige Lebensabschnitt zerbrach mit dem Tod der Mutter im März 1936 und dem Scheitern Göths erster Ehe im Sommer des gleichen Jahres. Gelangweilt vom Bücherverkauf und motiviert von seinem Wunsch nach weiterer Verwendung in der SS, siedelte Göth 1937 schließlich nach München über. Nach dem Anschluss Österreichs kehrte er im Frühjahr 1938 nach Wien zurück, wo er der SS-Standarte 11 „Planetta“ zugeteilt wurde. Im Herbst des gleichen Jahres heiratete er ein weiteres Mal.
Nach Ausbruch des Zweiten Weltkrieges meldete sich Göth im März 1940 freiwillig zur Waffen-SS. In dieser wurden ihm die Funktionen eines Verwaltungsführers bei der Einsatzführung Ost in Oberschlesien mit Dienstsitz in Teschen übertragen. Nach eigenen Aussagen soll er dort unter anderem mit der Registrierung von Pferdebeständen und anderen Nutztieren betraut gewesen sein. Diese Tätigkeit war jedoch nur von kurzer Dauer, denn bereits im Herbst 1940 wechselte Göth, nunmehr als Kassenverwalter, in das in Kattowitz ansässige Büro der Volksdeutschen Mittelstelle (Vomi) – eine Art Anlauf- und Koordinierungsstelle für umsiedlungswillige Volksdeutsche. In dieser Stellung erfolgte im Jänner 1941 seine Beförderung zum SS-Oberscharführer und am 9. November 1941 die zum SS-Untersturmführer. Seine bis dato erstellten Dienstbeurteilungen waren allesamt ohne Beanstandung.

### Radikalisierung
Die Motive und Begleitumstände für Göths Abkommandierung in das vom Deutschen Reich annektierte Generalgouvernement nach Lublin in den persönlichen Stab um Odilo Globocnik im Frühjahr 1942 sind spekulativ. Möglicherweise spielten hierbei etwaige persönliche Kontakte oder sein Ruf als guter Organisator eine gewichtige Rolle. Sein neuer Dienstsitz wurde dort die Julius-Schreck-Kaserne. In dem ehemaligen Schulgebäude auf der Pierackistraße waren zu jenem Zeitpunkt neben den mutmaßlichen Drahtziehern der laufenden Aktion Reinhardt auch die hierfür abgestellten Polizei- und SS-Mannschaften stationiert, darunter Mörder und Kriegsverbrecher wie der SS-Oberscharführer Reinhold Feix (1909–1969). Möglicherweise radikalisierte sich Göth in der Umgebung dieser Männer und deren praktizierten rassischen Vernichtungswahns sprunghaft. Noch aber wurde Göth von derartigen Mordaktionen ausgenommen.
Stattdessen betraute man ihn zunächst mit der Bauüberwachung im Rahmen der Erweiterung des bereits bestehenden SS-Arbeitslagers in Budzyń, wobei für etwa 2000 vornehmlich jüdische Zwangsarbeiter aus dem Ghetto Końskowola zusätzliche Lagerbaracken errichtet wurden. Anschließend beteiligte sich Göth organisatorisch an den Selektionsmaßnahmen bei der Räumung des Ghettos Bełżyce sowie der Deportation der Arbeitsunfähigen, Alten und Kinder in das Konzentrationslager Majdanek. Hierbei sind neben unzähligen Gräueltaten durch Angehörige der SS-Einsatzgruppen auch hundertfache Bestechungsannahmen, sogenannte „Freikäufe“, Göths dokumentiert, die seinen späteren Ruf als „korrumpierten Offizier“ begründen sollten. Die Unterschlagung der überwiegend aus wertvollen Fellen, Pelzen und Edelsteinen bestehenden Beute wurde jedoch aufgedeckt. Das hierauf gegen Göth eingeleitete Ermittlungsverfahren blieb allerdings folgenlos.
Über den Sommer 1942 hinweg war Göth sodann mit der Beschaffung von Baumaterialien für im SS-Jargon bezeichnete „Geheime Baumaßnahmen“ betraut. Vermutlich handelte es sich hierbei um die Requirierung von Roh- und Werkstoffen zur Errichtung der Krematorien in den Vernichtungslagern Belzec, Sobibor und Treblinka. Die ihm ausgestellte Zutrittsgenehmigung zu genannten Lagern könnte jedoch auch mit der Kontrolle und Erfassung der dortigen gelagerten Kunst- und Wertgegenstände im Zusammenhang gestanden haben. Im Zeitraum ab Oktober 1942 war Göth mit der Bauaufsicht für den Umbau des Kriegsgefangenenlagers Poniatowa zu einem Arbeitslager für jüdische Zwangsarbeiter betraut.
Etwa zur gleichen Zeit liefen auch die Ausbauarbeiten des Arbeitslagers Płaszów an, deren Kapazitäten um die arbeitsfähigen Juden aus dem Krakauer Ghetto erweitert werden sollten. Da die dortigen Bautätigkeiten allerdings nur äußerst schleppend vorangegangen waren, beauftragte der örtliche SS- und Polizeiführer Julian Scherner im Februar 1943 den ihm bereits aus der Münchner Zeit bekannten Amon Göth mit der weiteren Bauleitung. Zugleich stellte er ihm in Aussicht, nach der Fertigstellung dessen Lagerkommandant zu werden, was dieser annahm. Göths erste Aufgabe an seinem neuen Wirkungskreis war die rücksichtslose Vertreibung der noch in unmittelbarer Lagerumgebung ansässigen polnischen Familien aus ihren Häusern. Zugleich verschärfte er unter Androhung der Todesstrafe den Zeitplan für die Fertigstellung der neuen Baracken.
Von dieser Ultima Ratio machte Göth am 5. März 1943 Gebrauch, als beim alltäglichen Morgenappell das Fehlen zweier Mädchen bemerkt worden war und er daraufhin aus einem Tobsuchtsanfall heraus wahllos zwei in seiner Nähe stehende jüdische Kapos mit der Dienstwaffe erschoss. Die vermissten Kinder wurden im Laufe des Tages aufgespürt und auf Göths Befehl hin unter Einspielung des Schlagerhits „Komm zurück!“ von Rudi Schuricke im Lagergelände öffentlich gehängt. Musikalische Untermalungen bei Selektions- oder Sühneaktionen entwickelten sich in der Folge zu einem gefürchteten Markenzeichen Göths. Die Insassen des Arbeitslagers wurden zudem bald auch auf die besondere Rolle der Kopfbedeckung ihres neuen Kommandanten aufmerksam. Trug Göth während des Dienstes ein Käppi, bestand keine große Bedrohung, hatte er jedoch seine Offiziersmütze aufgesetzt, signalisierte dies unmittelbare Gefahr. Trug er aber seinen Tirolerhut und dazu noch weiße Handschuhe oder einen weißen Schal, wusste jeder, der ihn kannte, dass er sich jetzt ein Opfer suchen würde.
Neben dem Barackenbau waren die Sträflinge zusätzlich für die Errichtung der aus Ziegelsteinen gemauerten Unterkünfte der SS-Offiziere und Mannschaften verantwortlich. Aufsicht über diesen besonderen Bautrupp führte der SS-Oberscharführer Albert Hujar. Als sich aufgrund der Verwendung von feuchten Ziegelsteinen Risse an einer der Wände der künftigen Wachkaserne zeigten, ließ Göth sich von der hierfür zuständigen jüdischen Ingenieurin Diana Reiter die ursächliche Problematik schildern. Hierüber geriet er binnen weniger Minuten derart in Rage, dass Göth ihre sofortige Erschießung befahl, die Hujar durch Genickschuss vollzog. Danach soll sich Göth nach Augenzeugenberichten zufrieden gezeigt haben.

### Liquidierung des Krakauer Ghettos

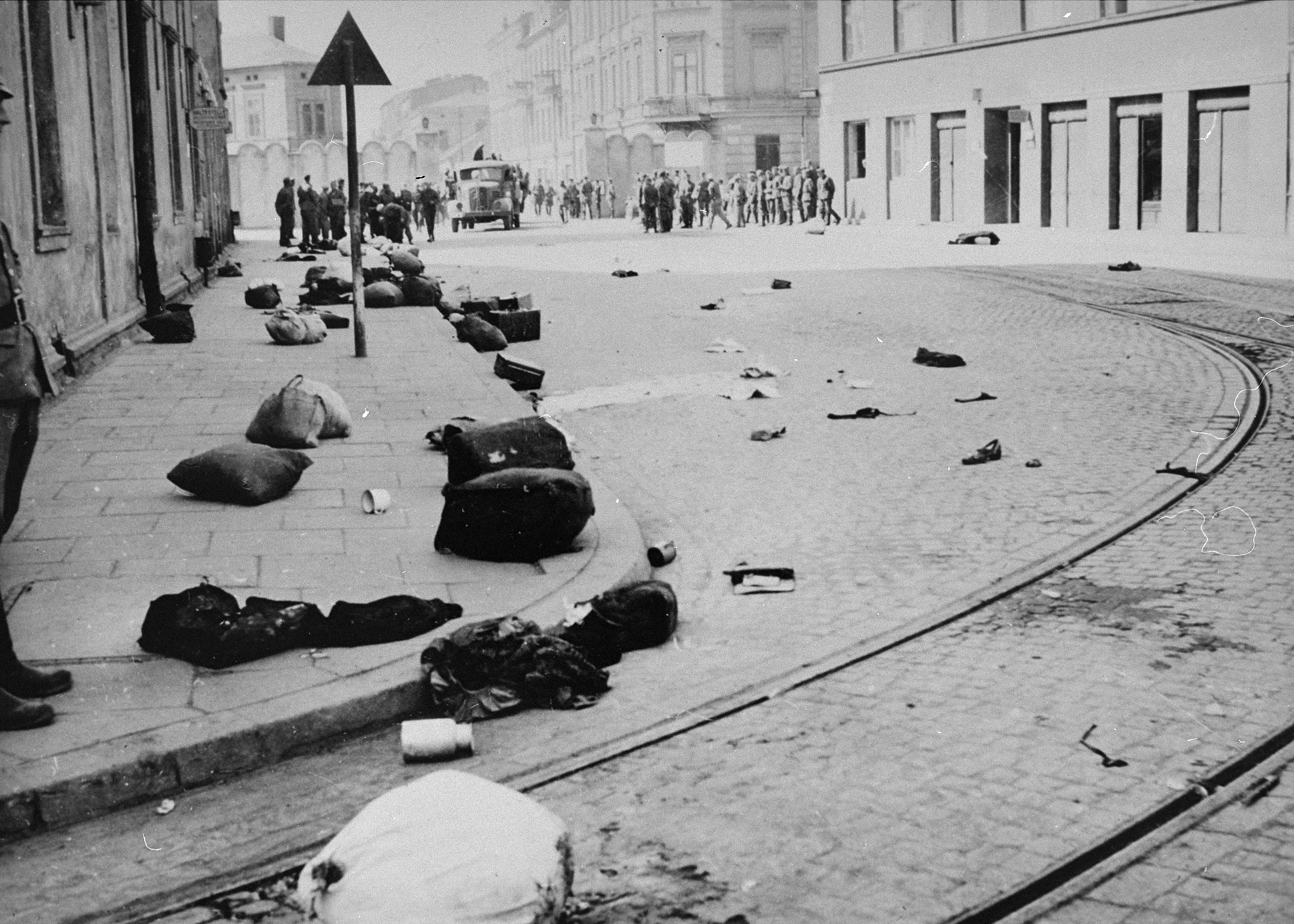
Das Krakauer Ghetto nach der Liquidierung im März 1943

Ebenso grausam zeigte sich Göth bei der Liquidierung des Krakauer Ghettos Mitte März 1943. Die Räumung des bereits schon im Vorfeld der Aktion geteilten Viertels begann am Vormittag des 13. März 1943 mit der Aufforderung, dass sich alle Bewohner des Ghetto A (Arbeiter) für die Übersiedlung nach Płaszów auf dem Zgodyplatz einzufinden hätten. Hier fiel Göth insbesondere durch körperliche Misshandlungen von Frauen, Kindern und Säuglingen und deren anschließende Tötung auf.
Die gleiche Vorgehensweise legten Göth und seine Gefolgsleute bei der Räumung von Ghetto B am 14. März an den Tag. Überdies selektierte er von den hauptsächlich dort untergebrachten Alten, Kranken und Kindern noch etwa 150 arbeitsfähige Juden für sein Arbeitslager heraus. Seine „Quote“ wurde jedoch durch den Einsatzleiter SS-Obersturmbannführer Willi Haase (1906–1952) als zu hoch eingestuft, weswegen dieser die sofortige Hinrichtung der Hälfte dieser Gruppe befahl. In Bilanz wurden in diesen zwei Tagen durch Polizei- und SS-Einsatzgruppen rund 1000 Juden ermordet und weitere 4000 deportiert. Augenzeugen einer der zahlreichen Exekutionen berichteten anschließend von der Schändung und Vergewaltigung bereits getöteter Frauen durch Angehörige der SS.

### Kommandant von Płaszów

#### Personal

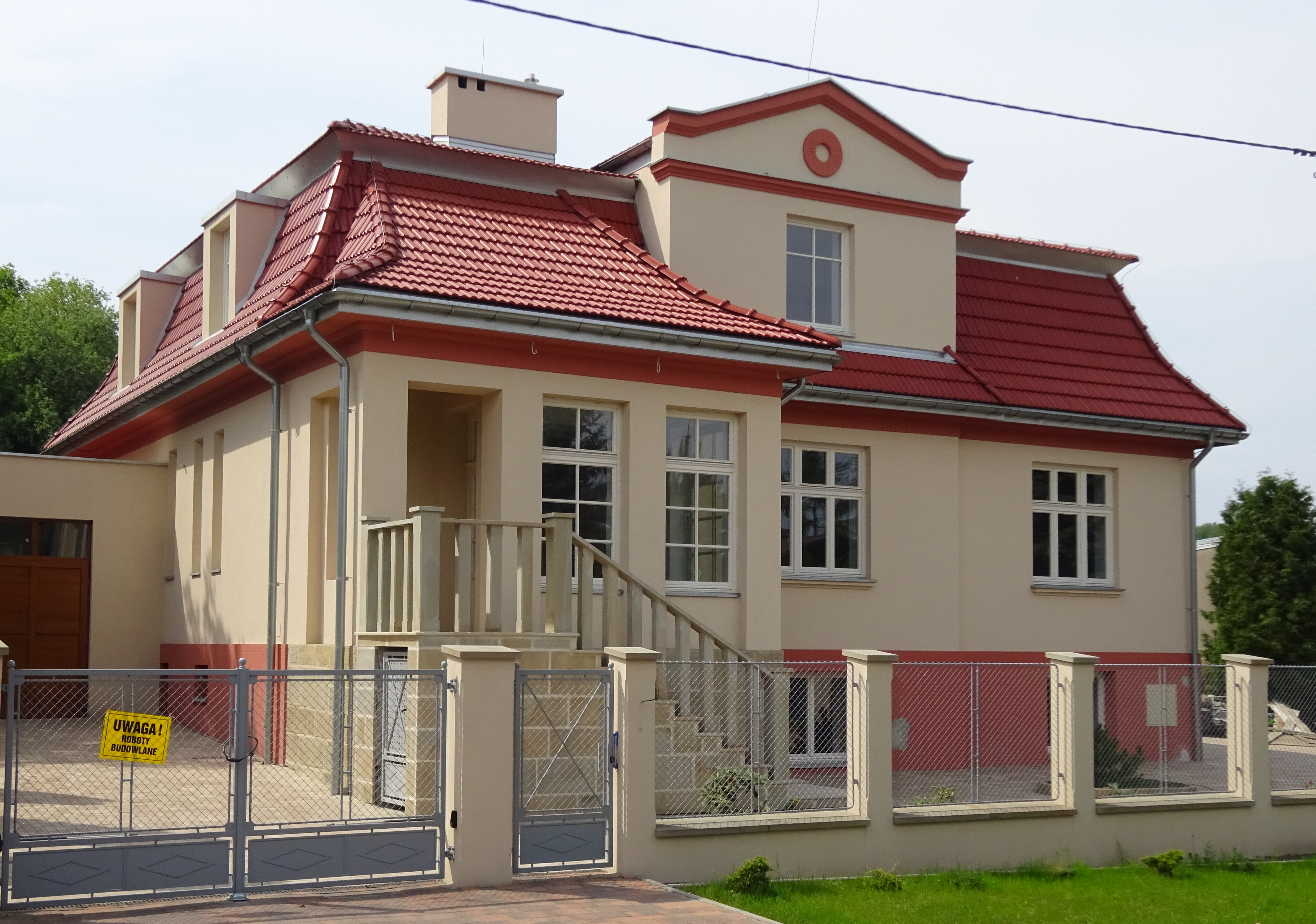
Die ehemalige Villa Göths (Aufnahme 2018)

Als Kommandant von Płaszów bewohnte Göth zunächst das unweit des Lagerhaupteingangs liegende sogenannte „Rote Haus“ auf der Jerozolimskastraße (seinerzeit SS-Straße genannt); hier war auch sein engerer SS-Stab untergebracht. Trinkgelage waren dort an der Tagesordnung. Später zog er in eine eigens für ihn renovierte Villa oberhalb des Lagergeländes um. Das lange Zeit dem Verfall preisgegebene Gebäude ist zwischenzeitlich umfangreich saniert worden, befindet sich heute auf der Heltmana-Str. 22 im Krakauer Stadtteil Podgórze und wird wieder als Wohnhaus genutzt.
Göth direkt unterstellt waren zahlreiche Hilfswillige, mehrere Dutzend SS-Wachmannschaften sowie der vornehmlich aus Offizieren bestehende Führungsstab. Zu Letzteren zählte der gleichfalls aus Wien stammende SS-Hauptsturmführer Franz Grün (1902–1975). Der ehemalige Boxer agierte als Leibwächter sowie rechte Hand Göths und war für seine Brutalität berüchtigt. Dagegen hatte der SS-Untersturmführer Leonhard John (* 1900) die Angewohnheit, nachts Frauen bei ihrem Gang zur Latrine aufzulauern und diese schwerstens zu misshandeln. Als weiterer willfähriger Scherge erwies sich der SS-Hauptscharführer Edmund Zdrojewski, der, auf Zuruf Göths, ohne zu zögern mordete. Zum weiteren engeren Personenkreis des Kommandanten zählte der SS-Oberscharführer Albert Hujar, ferner der SS-Hauptscharführer Willy Eckert sowie der SS-Mann Willi Stäubl, allesamt radikalen Charakters.

#### Bedienstete
Für Göths Korrespondenz sowie als Dolmetscher war der aus Krakau stammende Mietek Pemper verantwortlich. Zum Leibarzt bestimmte er Leon Gross. Beide Männer genossen innerhalb des Lagers Sonderprivilegien; beispielsweise durch erhöhte Lebensmittelrationen. Darüber hinaus unterhielt Göth eine große Anzahl weiterer persönlicher Bediensteter. Darunter mehrere Hausangestellte, Dienstmädchen und Boten, einen Pferdeknecht nebst Stallburschen, einen Masseur sowie einen Chauffeur, Karosseriefacharbeiter, Lackierer und Kfz-Mechaniker für seinen aus drei Personenkraftwagen bestehenden Fuhrpark. Unachtsamkeiten in der Pflege und Wartung der Fahrzeuge wurden durch Göth drakonisch bestraft.
Ebenso konnte das Küchenpersonal mit Schlägen bis zur Bewusstlosigkeit oder Ohrfeigen Göths rechnen, wenn die gereichten Speisen zu wenig oder zu viel gesalzen waren. Gleiches Prozedere drohte seinem Schuhmacher bei der Verwendung falscher Materialien oder wenn die für ihn von Hand gefertigten Schuhe zu groß oder zu klein geraten waren. Für Göth sollen bis zu sechs Paar Schuhe wöchentlich produziert worden sein.

#### Lageralltag

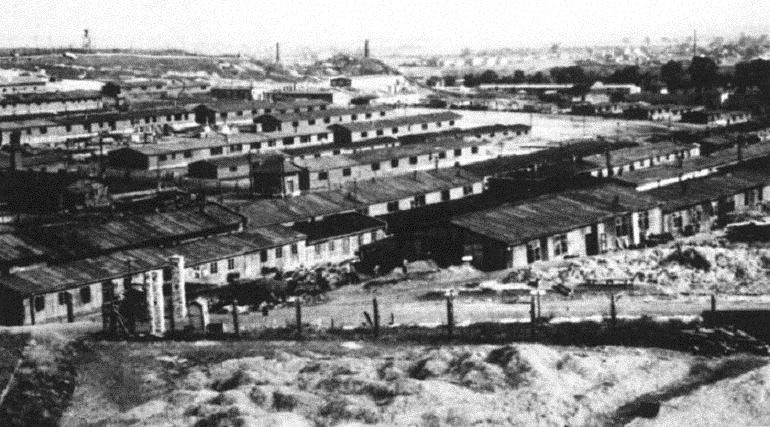
Das Arbeitslager Płaszów 1942

Der Lageralltag unterlag einer strengen Ordnung Göths und war geprägt von willkürlichen Exekutionen, Schikanen, Demütigungen und Folterungen durch ihn selbst oder das Wachpersonal. Nach dem morgendlichen Zählappell wurden die Häftlinge zu den ihnen zugewiesenen Arbeiten getrieben. Auf Fluchtversuche oder Sabotage stand generell die Todesstrafe, auf den Schmuggel von Lebensmitteln dagegen beispielsweise 100 Peitschenhiebe. Erfolgreiche Ausbrüche wurden mit der Exekution jedes zehnten Häftlings aus der Gruppe des Geflüchteten geahndet. Nicht selten nahm Göth diese persönlich vor. Er glaubte, mit derartigen Maßnahmen seine Vorstellungen von Ordnung und Disziplin einprägsam demonstrieren zu können. Insbesondere aber durch seine Gewohnheit, morgens vom Balkon seiner Villa mit einem Repetiergewehr wahllos auf Häftlinge zu schießen oder diese von seinen beiden Hunden – einer Dogge und einem Schäferhundmischling – zerfleischen zu lassen, erhielt Göth von den Häftlingen frühzeitig den Beinamen „Schlächter von Płaszów“. Mindestens 500 Menschen brachte er eigenhändig um. Nachdem er einen Menschen ermordet hatte, forderte er dessen Karteikarte an, um Verwandte ebenfalls töten zu lassen, da er keine „unzufriedenen Leute“ im Lager haben wolle. Es wird weiter berichtet, dass Göth nahezu täglich wahllos tötete. Hierzu genügte bereits ein falsch gedeuteter Blick, weshalb die Häftlinge es vorzogen, in Anwesenheit Göths auf den Boden zu schauen. Ein anderes Mal erschoss er ein Opfer nur wegen einer vergessenen Ehrenbezeigung. Nach wieder anderen Berichten ließ Göth eine Frau, die er rein zufällig beim Verzehr einer Kartoffel ertappte, in einen großen Kessel mit siedendem Wasser werfen, um sie bei lebendigem Leib zu kochen.
Weiterhin gefürchtet unter den Insassen waren Göths „Revisionen“. Razzien der Baracken in unregelmäßigen Abständen auf versteckte Wertgegenstände jedweder Art dienten in erster Linie seiner persönlichen Bereicherung, etwa mit Diamanten oder Geld in fremder Währung. Auskunft über Verstecke erzwang Göth unter Androhung der Todesstrafe, zumeist aber mit dem Einsatz einer Reitpeitsche. Die auf diese Weise angeeigneten Raubgüter hortete er in einem Panzerschrank seiner Villa. Sperrige Gegenstände wie Bilder, Teppiche und Möbel wurden dagegen durch Mittelsmänner auf dem Schwarzmarkt verkauft und der Erlös in die eigene Tasche gewirtschaftet. Nach einer Schätzung Pempers von 1946 soll der so nach Wien verschobene Vermögenswert einige zehn Millionen Złoty betragen haben. Der damalige Wechselkurs zur Reichsmark betrug 2:1. Der Verbleib des „Blutschatzes“ ist bis heute ungeklärt.
Das geraubte Geld erlaubte es ihm unter anderem, zusammen mit seinem Vater 300.000 Mark (entspricht heute etwa 1.420.000 EUR) in Aktien der Wiener Hermes-Druckerei und Verlagsanstalt AG zu investieren. Erst nach der Verurteilung des Sohnes in Krakau sahen sich die österreichischen Behörden gezwungen, wegen dieses Vorgangs zu ermitteln, ohne jedoch Sanktionen gegen den Vater zu verhängen.
Er behandelte auch SS-Untergebene hart und brachte sie wegen kleinster Vergehen vor ein SS- und Polizeigericht. Nicht zuletzt hierdurch spaltete sich das Lagerpersonal in zwei Gruppen auf, eine Clique von getreuen Gefolgsmännern und jene, denen Göth missfiel oder die ihn sogar hassten.
Für seine Verdienste und Leistungen um den Aufbau des Lagers Płaszów wurde Göth am 28. Juli 1943 – unter Überspringung des Dienstranges eines SS-Obersturmführers – durch den Höheren SS- und Polizeiführer Ost (HSSPF) Friedrich-Wilhelm Krüger zum SS-Hauptsturmführer befördert.

#### Oskar Schindler
Zu dem Industriellen und späteren Duzfreund Oskar Schindler pflegte Göth ein enges freundschaftliches Verhältnis. Es war geprägt von gegenseitiger Abhängigkeit. Auf der einen Seite war Schindler auf das Wohlwollen Göths bezüglich seiner vorwiegend aus Płaszów stammenden Arbeiter angewiesen, Göth hingegen auf Schindlers diplomatisches Geschick mit höheren Dienststellen und Funktionären sowie dessen Kontakte zur Krakauer Schwarzmarktszene und seinen weitreichenden logistischen Möglichkeiten. Letztere benötigte er, um seine Raubgüter ungehindert transferieren zu können. Vermutlich noch vor der Liquidierung des Krakauer Ghettos im März 1943 trafen beide Männer erstmals aufeinander. Die füreinander gehegten Sympathien waren beidseitig. Recht bald wurde Schindler – nicht zuletzt wegen seiner oft wechselnden weiblichen Begleitung – gern gesehener Gast im Haus des Kommandanten.
So gelang es Schindler bereits im April 1943, Göth davon zu überzeugen, für die Arbeiter der Deutschen Emailwarenfabrik (DEF) Schindlers ein separates Außenlager errichten zu lassen. Als Begründung hierfür führte er an, dass der täglich drei Kilometer lange Anmarschweg aus Płaszów der Produktivität seines Unternehmens schade. Die Fertigstellung des aus elf Baracken bestehenden Lagers erfolgte Ende Mai 1943. Dort waren die „Schindler-Juden“ der direkten Willkür Göths entzogen und erhielten bessere Verpflegung.

#### KZ Płaszów
Mit Wirkung vom 10. Jänner 1944 erhielt Płaszów den Status eines Konzentrationslagers. Im Zuge dessen wurden Göth etwa 600 SS-Aufseher und Aufseherinnen unterstellt. Darunter befanden sich Alice Orlowski, die bereits in Majdanek durch ihre Grausamkeiten auffällig geworden war, sowie Luise Danz und Hildegard Lächert. Oberaufseherin wurde Else Ehrich, die zuvor in Majdanek an Selektionsmaßnahmen für die Gaskammer mitgewirkt hatte.

### Ermittlungsverfahren
Göths anhaltende Schwarzmarktgeschäfte, das strenge Verhalten gegenüber Untergebenen und sein ausschweifender Lebensstil führten im Sommer 1944 zu einer Anzeige durch andere SS-Angehörige. Ein zuvor angestrengtes Verfahren gegen ihn wegen Zollhinterziehung war im Mai 1943 noch folgenlos eingestellt worden. Für die Bearbeitung der neuerlichen Beschwerde zeichnete der SS-Obersturmbannführer und SS-Richter Konrad Morgen verantwortlich, der entsprechende Ermittlungsschritte einleitete. Im Zuge dieser Untersuchungen wurde im Bahnhof von Oppau Ende August 1944 ein erster Waggon mit Raubgütern Göths sichergestellt, dem weitere folgen sollten.

### Verhaftung
Hierauf wurde Göth am 13. September 1944 durch Gestapobeamte in seiner Płaszówer Villa verhaftet. Der durch das zuständige SS- und Polizeigericht VI (Krakau) ausgestellte Haftbefehl lautete auf Verdacht der Aneignung von Wertgegenständen und Geld jüdischer Häftlinge zum Zwecke persönlicher Bereicherung sowie auf unvorschriftsmäßige Behandlung von Gefangenen. Nach Aufenthalt in Wien, wahrscheinlich um sich um persönliche Angelegenheiten kümmern zu dürfen, wurde Göth vor ein SS-Ehrengericht gestellt. Während der zeitgleich mit ihm angeklagte Scherner wegen derselben Anklagepunkte degradiert und der SS-Sondereinheit Dirlewanger zur Frontbewährung überstellt wurde, kam Göth gegen Kaution frei. Vermutlich befand er sich in den Folgemonaten aber nicht gänzlich auf freiem Fuß, sondern war zumindest zeitweise in Dachau festgesetzt. Die von Pemper in seiner Publikation Der rettende Weg. Schindlers Liste – Die wahre Geschichte getätigte Aussage, Göth sei erst in Wien verhaftet worden, gilt inzwischen als widerlegt.

### Kriegsende
Ende Jänner  1945 besuchte Göth letztmals Schindler an dessen neuem Produktionsstandort im mährischen Brünnlitz, möglicherweise um sich seiner dort deponierten Wertsachen zu vergewissern oder sich Teile davon anzueignen. Danach begab er sich zur medizinischen Behandlung eines Geschwürs am Zwölffingerdarm in ein Wiener Lazarett. Dort wurde Göth, nach Konfiszierung weiteren persönlichen Beuteguts, am 17. Februar 1945 von der Feldpolizei verhaftet und anschließend über das Polizeigebäude Rossauer Lände in die Justizvollzugsanstalt München in Untersuchungshaft verbracht. Auf einen neuerlichen Prozess wartend wurde Göth ebenda am 27. April 1945 von Angehörigen der SS-Feldpolizei abgeholt, für den Dienst an der Waffe zwangsverpflichtet und dem in München-Freimann stationierten Flak-Ersatz-Regiment 3 zugewiesen. Aufgrund seiner nach wie vor schlechten gesundheitlichen Verfassung wurde er jedoch von dort aus in ein Lazarett nach Bad Tölz eingewiesen.

## Internierung und Überstellung

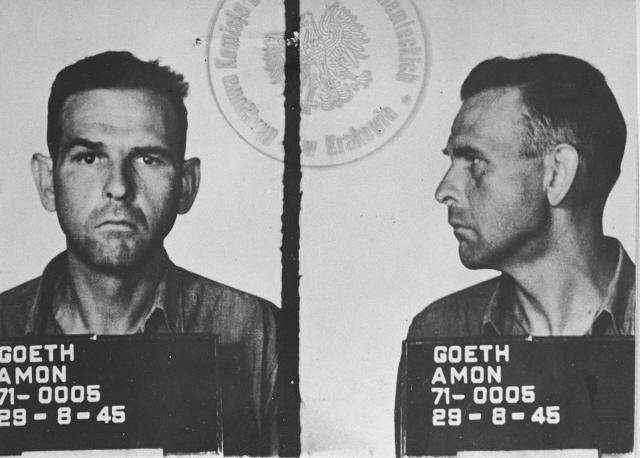
Göth in alliierter Internierung, August 1945

In Bad Tölz wurde Göth Anfang Mai 1945 durch Beamte des US-amerikanischen Counter Intelligence Corps (CIC) wegen Verdachts auf mögliche begangene Kriegsverbrechen im KZ-Dachau verhaftet und unter Arrest gestellt. Ihm gelang es aber, durch Annahme einer Scheinidentität seine wahre Herkunft zu verschleiern. In Briefwechseln mit Angehörigen beklagte er sich unter anderem über die unzureichende Versorgung mit Lebens- und Genussmitteln sowie anständiger Kleidung. Um den Jahreswechsel 1945/46 hoffte Göth, der im Internierungslager Dachau (Dachauer War Crimes Central Suspects and Witness Enclosure) unter der Nummer 4596 einsaß, auf baldige Freilassung.
Im Jänner 1946 beantragte Göth eine Überprüfung seiner Haftgründe. Hierin legte er dar, nie im KZ Dachau tätig gewesen zu sein und dass der entsprechende Verdacht gegen ihn nur dadurch zustande gekommen sei, dass er mit SS-Angehörigen des genannten Lagers gemeinsam verhaftet worden sei. In weiterer Begründung führte er stattdessen vage auf, im Krakauer Gebiet tätig gewesen zu sein, was die US-amerikanischen Behörden zu weiteren Ermittlungen seine Person betreffend veranlasste. Angesichts neuer vorgelegter Beweise räumte Göth schließlich im Februar 1946 im Rahmen eines Verhörs ein, Kommandant von Płaszów gewesen zu sein, bemühte sich aber zugleich um die Relativierung respektive Verharmlosung der dort begangenen Verbrechen und Lagerzustände. Seine Aussagen wurden jedoch durch zahlreiche Zeugenaussagen überlebender Insassen widerlegt. Ende Mai 1946 wurde Göth gemeinsam mit dem ehemaligen Kommandanten des Konzentrationslagers Auschwitz, Rudolf Höß, den polnischen Justizbehörden überstellt.

## Juristische Aufarbeitung

### Prozess

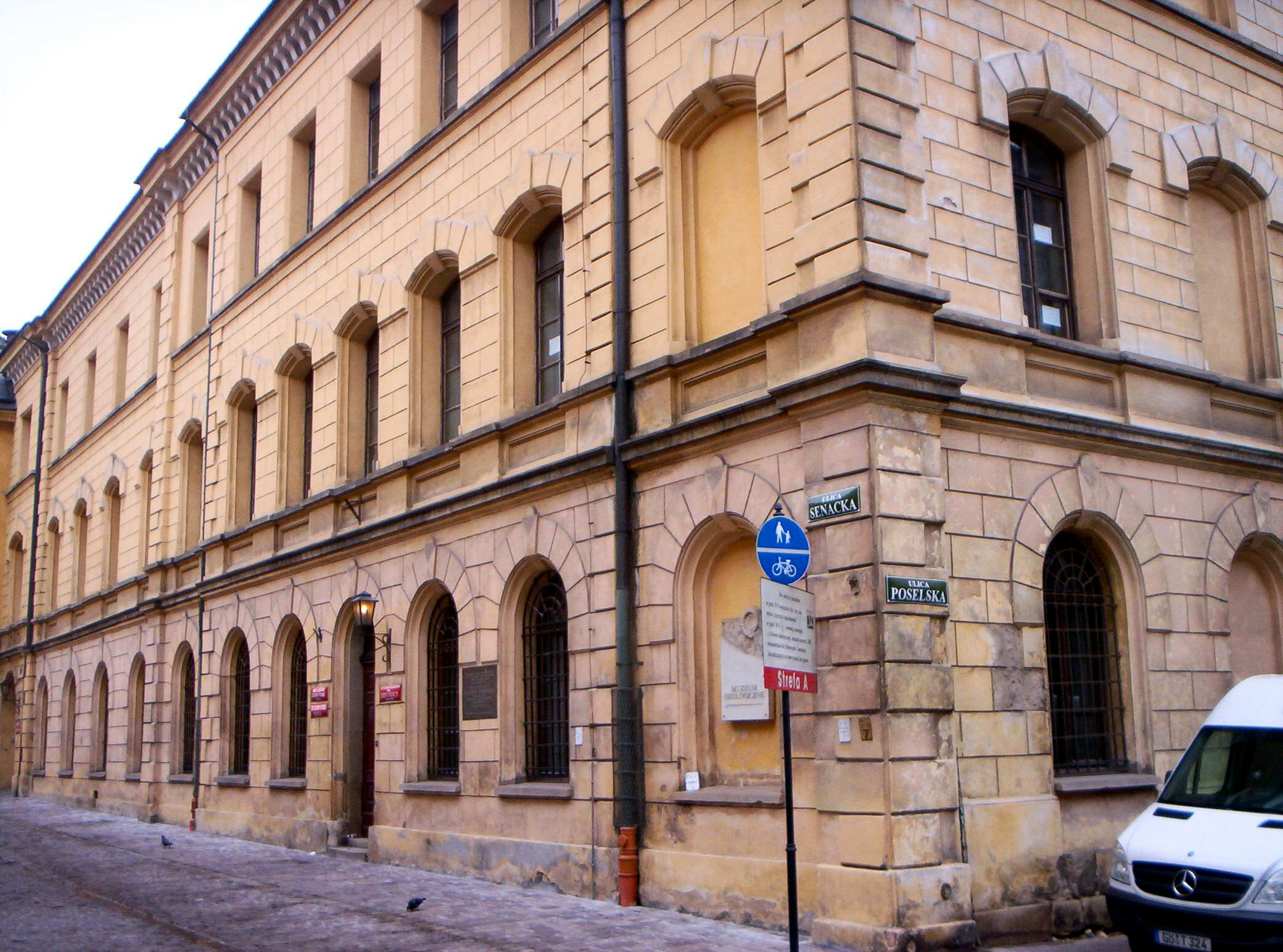
Das ehemalige Gerichtsgebäude in Krakau auf der Senackastraße 1. Hier fand 1946 der Prozess gegen Göth statt.

Am 30. Juli 1946 kamen die beiden Massenmörder am Krakauer Hauptbahnhof an und wurden dort von einer aufgebrachten Menschenmenge empfangen. Deren Lynchabsicht galt aber nicht Rudolf Höß, sondern Göth, der von eigens hierfür abgestelltem Sicherheitspersonal geschützt werden musste.
Der Prozessauftakt fand am 27. August 1946 vor dem Obersten Nationalen Tribunal (Najwyzszy Trybunał Narodowy) in Krakau im größten Gerichtssaal des örtlichen Kreisgerichts unter großer medialer Aufmerksamkeit statt. An der Verhandlung nahmen neben zahlreichen Pressevertretern überwiegend jüdische Opfer des Göthschen Terrorregimes teil. Die vierköpfige Strafkammer setzte sich aus dem Vorsitzenden Richter Alfred Eimer sowie den Richtern Dobromęski, Zębaty und Jarosz zusammen. Die Anklage der Staatsanwaltschaft gegen Göth lautete auf Völkermord im Rahmen des NS-Vernichtungsfeldzuges gegen Juden und Polen und gliederte sich im Wesentlichen in die nachfolgenden Anklagepunkte:
1. Verantwortung für den Tod von ~ 8000 Menschen im Lager Płaszów
2. Mitverschulden am Tod von ~ 2000 Menschen im Zuge der Liquidierung des Krakauer Ghettos
3. Anordnung der Deportation von ~ 8000 Menschen im Zuge der Auflösung des Ghettos Tarnów
4. Anordnung zur Ermordung und Deportation einer unbestimmten Anzahl von Menschen im Rahmen der Auflösung des Lagers Szebnie
5. Widerrechtliche Aneignung beträchtlicher jüdischer Vermögenswerte

Dem Angeklagten waren zwei Pflichtverteidiger gestellt worden. Als mögliche Entlastungszeugen benannte Göth Leon Gross, Michał Weichert, Oskar Schindler und Mieczysław Pemper. Während Schindler nicht erschien, erwies sich Pemper im weiteren Prozessverlauf als einer der Hauptbelastungszeugen.
Um Göths erwartete Verteidigungsstrategie – sich auf das Kriegsrecht berufend – zu vereiteln, hatte das Gericht im Vorfeld durch einen Völkerrechtsexperten erklären lassen, dass es sich bei der NS-Herrschaft in Polen zwischen 1939 und 1945 nicht um einen „Krieg“ im eigentlichen Sinne gehandelt hätte, sondern um einen Überfall, weshalb die begangenen Verbrechen auch nach polnischen Gesetzen zu bewerten seien. Die Befürchtungen des Gerichts blieben aber unbegründet. Statt eines erwarteten cleveren Schachzugs verfolgte Göth die schlichte Praxis, alle gegen ihn erhobenen Tatvorwürfe rigoros abzustreiten. Bei Aussagen über begangene Gewaltexzesse stellte er die Glaubwürdigkeit der Zeugen in Frage und verteidigte seine Handlungen damit, lediglich als Soldat Befehle ausgeführt zu haben, er mithin jegliche Verantwortung von sich weise. Darüber hinaus zeigte sich Göth vom Verhandlungsverlauf unbeeindruckt und brachte seine Missachtung des Gerichts durch demonstratives Polieren der Fingernägel zum Ausdruck.
Die Beweislage gegen ihn war jedoch erdrückend und seine Schuldfrage von Anfang an unstrittig. Im Schlussplädoyer am 3. September 1946 forderte die Staatsanwaltschaft die Todesstrafe, was angesichts der Taten des Beschuldigten und im Hinblick auf die besondere Bedeutung des Prozesses als einzig angemessene Strafe anzusehen sei. Dieser Auffassung folgten auch die Verteidiger Göths, indem sie das Hohe Gericht um ein „gerechtes Urteil“ baten. In dem ihm erteilten Schlusswort monierte Göth, dass er zu wenig Zeit gehabt habe, Entlastungszeugen zu einzelnen Anklagepunkten zu präsentieren, und dass er als Kommandant von Płaszów die volle Verantwortung für Taten seiner Untergebenen übernehmen solle. Die Urteilsfindung überlasse er dem Volksgericht. Ansonsten bekannte er sich im Sinne der Anklage für nicht schuldig.
Zwei Tage später, am 5. September 1946, wurde Göth vom Gericht in allen fünf Anklagepunkten für schuldig befunden und zum Tode durch Hängen verurteilt. Das daraufhin von ihm beim Präsidenten des Nationalen Volksrates handschriftlich eingereichte Gnadengesuch wurde abgelehnt. In seinem Gnadengesuch beschrieb Göth sein Anliegen in der dritten Person, berief sich auf soldatischen Befehlsgehorsam und verwies auch auf die damalige deutsche Gesetzeslage, der er sich nicht habe entziehen können.

### Hinrichtung
Am 13. September 1946 und damit acht Tage nach der Urteilsfindung wurde Göth seinem Henker überstellt. Der genaue Stichtag war zuvor wegen befürchteter Tumulte und Unruhen seitens der Öffentlichkeit vom Gericht geheim gehalten worden. Die Exekution fand gegen 18:00 Uhr im Krakauer Gefängnis Montelupich statt. An ihr nahmen neben dem Scharfrichter und dem Gefängnisdirektor zusätzlich Vertreter der Anklage sowie ein Arzt nebst einem Geistlichen teil. Dem verurteilten Delinquenten waren auf dem Weg zum Galgen und anschließenden Vollzug die Hände auf dem Rücken gebunden. Die reibungslose Vollstreckung des Urteils wurde durch den Umstand vereitelt, dass sich das vorbereitete Seil als zu lang erwies. Es musste wegen der Körpergröße Göths zweimal nachgekürzt werden. Erst der dritte Anlauf gelang. Göths letzte Worte waren „Heil Hitler!“ Sein Leichnam wurde anschließend verbrannt und die Asche in die Weichsel gestreut.
Eine im Internet kursierende Filmaufnahme wird fälschlicherweise als Filmdokument von Göths Hinrichtung ausgewiesen. Sie zeigt jedoch der National-Geographic-Dokumentation „Europas blutige Geschichte“ zufolge in Wirklichkeit die Hinrichtung von Ludwig Fischer, vormals Gouverneur des Distrikts Warschau.

### Rezeption
Das gegen Göth angestrengte Gerichtsverfahren wurde trotz entgegenstehender Moskauer Doktrin nicht als Schauprozess inszeniert, sondern entsprach in seiner judikativen Gesamtheit dem damaligen gültigen Rechtsverständnis. Es erwies sich aber mit einer Verhandlungsdauer von nur wenigen Wochen als zu kurz, um die Komplexität der Geschehnisse in Płaszów und Krakau und Göths Verflechtungen darin vollständig abzubilden. Anders als im späteren Prozess um Rudolf Höß konnte so nur ein verhältnismäßig kleiner Abriss der begangenen Taten aufgearbeitet werden. Gänzlich unbeleuchtet blieben die psychologischen Aspekte von Göths Handeln und die Frage, wie sich dieser zu einem Massenmörder entwickelt hatte.

## Familie und Privates
Amon Göth war zweimal verheiratet. Seine im Jänner 1934 geschlossene Ehe mit Olga Janauschek (* 1905) war von den Eltern arrangiert worden, blieb kinderlos und hielt nur wenige Jahre. Sie wurde durch das Bezirksgericht Margareten im Juli 1936 geschieden. Die kirchliche Annullierung folgte im September 1941. Als Begründung hierfür hatte Göth angeführt, zum Zeitpunkt der Trauung keinen ausreichenden eigenen Ehewillen besessen zu haben.
Einen neuerlichen Ehebund ging Göth im Oktober 1938 mit Anna Geiger (* 1913) ein. Das Paar hatte drei Kinder. Peter wurde 1939 geboren, verstarb jedoch noch im Säuglingsalter an den Folgen einer Diphtherie. 1941 wurde Tochter Ingeborg geboren und zwei Jahre später Sohn Werner. Die Ehe wurde im Dezember 1945 wegen erwiesener Untreue Göths, der während seiner Tätigkeit als Lagerkommandant in Polen mit seiner Geliebten Ruth Irene Kalder zusammengelebt hatte, geschieden.
Kalder selbst war Göth im Frühjahr 1943 durch Oskar Schindler vorgestellt worden. Sie soll vom Wesen des Kommandanten und seiner Ausstrahlung augenblicklich fasziniert gewesen sein. Zwischen beiden entwickelte sich in der Folge eine offen geführte Liebschaft. Nach ihrem Zuzug in die Göthsche Villa wirkte sie mäßigend auf ihren Partner ein. Zumindest soll Göth in ihrer Gegenwart nicht mehr gemordet haben. Unter den Häftlingen genoss Kalder aufgrund ihres natürlichen Umgangs mit ihnen einen verhältnismäßig guten Ruf. Im November 1945 wurde Göths uneheliche Tochter Monika geboren. Aus deren späteren Beziehungen wiederum gingen mehrere Kinder hervor, darunter die von ihr kurz nach der Geburt zur Adoption freigegebene Jennifer Teege (* 1970).

## Filme
- In Steven Spielbergs Holocaust-Drama Schindlers Liste (1993), basierend auf einem Roman des Australiers Thomas Keneally nach historischen Zeugnissen, wurde Göth von Ralph Fiennes dargestellt.
- Im Jahr 2006 erschien der Dokumentarfilm Der Mördervater (Originaltitel: Inheritance)[23] des Filmemachers James Moll. Der Film dokumentiert die Begegnung von Monika Hertwig, Amon Göths Tochter, mit Helen Jonas-Rosenzweig. Das Treffen fand auf dem Gelände des ehemaligen Konzentrationslagers Płaszów und in Göths dortigem Wohnhaus statt. Amon Göth hatte Rosenzweig als jüdisches Dienstmädchen verpflichtet. Nach Göths Verhaftung wurde Rosenzweig von Oskar Schindler gerettet. In dem Film wird unter anderem beschrieben, wie Hertwig mit der Vergangenheit ihres Vaters, dem sie äußerlich auffallend ähnelt, aufwuchs und lebt. Ihre Mutter Ruth Irene Kalder, so gab Hertwig an, äußerte sich nie kritisch über die Nazi-Vergangenheit. Kalder litt zunehmend unter Depressionen und nahm sich 1983 das Leben.[24][25] Hertwig beteiligt sich aktiv an der Aufklärungsarbeit über die Gefahren des Nationalsozialismus.
- Monika Hertwig ist eine Protagonistin des Dokumentarfilms Meine Familie, die Nazis und Ich[26] des israelischen Regisseurs Chanoch Ze'evi über die Nachfahren der NS-Täter.